# Nemo Glacier
Nemo Glacier är en glaciär i Antarktis. Den ligger i Västantarktis. Argentina, Chile och Storbritannien gör anspråk på området. Nemo Glacier ligger 441 meter över havet.
Terrängen runt Nemo Glacier är varierad. Havet är nära Nemo Glacier åt sydost. Trakten är obefolkad. Det finns inga samhällen i närheten. 